# پای گوشت و سیب‌زمینی
پای گوشت و سیب‌زمینی نوعی پای محبوب است که در انگلستان خورده می‌شود. پای گوشت و سیب‌زمینی در نسخه‌های مختلفی وجود دارد و از یک محفظه شیرینی حاوی: سیب‌زمینی، گوشت بره یا گاو، و گاهی هویج یا پیاز تشکیل شده‌است. آنها را اغلب می‌توان در یک فروشگاه تخصصی پای، نوعی نانوایی متمرکز بر پای، یا در یک مغازه چیپس فروشی خریداری کرد. یک پای گوشت و سیب زمینی پر کردنی مشابه خمیر کورنیش دارد و با پای گوشت تفاوت دارد زیرا محتوای آن معمولاً کمتر از ۵۰٪ گوشت است. آنها را می‌توان به‌طور معمول به عنوان غذای آماده مصرف کرد، اما در بسیاری از خانه‌ها یک غذای اصلی خانگی است. اغلب با کلم قرمز سرو می‌شود.
در سال ۲۰۰۴، برنامه آی تی وی نمایش پل اوگریدی محصول شرکت دنبی دیل پای را به عنوان بهترین پای گوشت و سیب زمینی بریتانیا انتخاب کرد.
در سال ۲۰۱۷، مارتین اپلتون-کلر در مسابقات قهرمانی جهانی پای خوردن در ویگان، منچستر بزرگ، رکورد جدیدی را در سرعت خوردن به دست آورد. اپلتون-کلر با تمام کردن پای گوشت و سیب زمینی در ۳۲ ثانیه عنوان خود را حفظ کرد.